# Atkinsoniella cyclops
Atkinsoniella cyclops är en insektsart som först beskrevs av den tjeckiske entomologen Leopold Melichar 1914.  Atkinsoniella cyclops ingår i släktet Atkinsoniella, vilken ingår i familjen dvärgstritar, och förekommer i Kina, Nepal och Indonesien. Inga underarter finns listade i Catalogue of Life.